# إرفين إليسكوفيك
إرفين إليسكوفيك مواليد 8 مايو 1987 في البوسنة والهرسك، هو لاعب كرة مضرب سويدي يلعب باليد اليمنى ويحتل حالياً المرتبة رقم. 370 (14 فبراير 2011) في تصنيف رابطة محترفي كرة المضرب. أعلى تصنيف له في الفردي كان المركز الـ 363 في سنة 2010. أعلى تصنيف له في الزوجي كان المركز الـ 266 في سنة 2006.

## النهائيات
| الرقم | التاريخ | الدورة     | الأرضية | المنافس في النهائي | النتيجة  |
| 1.    | 2006    | غوتنبرغ    | صلبة    | يوهان برونستروم    | 6–3, 6–3 |
| 2.    | 2007    | ووشي       | صلبة    | انتال فان دير ديوم | 6–3, 6–2 |
| 3.    | 2010    | باكو       | صلبة    | سياري باتو         | 6–3, 6–2 |
| 4.    | 2011    | بوبلوتش    | سجاد    | يان لينارد شتروف   | 7–5, 6–4 |
| 5.    | 2011    | كارلسكرونا | ترابية  | إريك شفوكا         | 7–6, 6–1 |

## روابط خارجية
- إرفين إليسكوفيك على موقع رابطة محترفي التنس (الإنجليزية)
- إرفين إليسكوفيك على موقع الاتحاد الدولي لكرة المضرب (الإنجليزية)
- إرفين إليسكوفيك على موقع كأس ديفيز (الإنجليزية)
- إرفين إليسكوفيك على موقع خلاصة التنس.كوم (الإنجليزية)
- إرفين إليسكوفيك على موقع إي إس بي إن.كوم (الإنجليزية)